# Hyperoodon
Hyperoodon (iperodonte) è un genere di cetacei odontoceti appartenente alla famiglia Ziphiidae. Vi sono ascritte due sole specie, l'iperodonte boreale (Hyperoodon ampullatus) e l'iperodonte australe (Hyperoodon planifrons). Nonostante le due specie siano fisicamente simili la loro storia negli ultimi duecento anni è piuttosto differente. L'iperodonte australe è stato raramente osservato, non è stato mai cacciato ed è probabilmente l'odontoceto più abbondante nelle acque antartiche. La specie settentrionale invece è stata cacciata assiduamente dai norvegesi e dai britannici nel diciannovesimo secolo e agli inizi del ventesimo. I norvegesi cessarono definitivamente di cacciare questo cetaceo nel 1973.

## Descrizione fisica
Sono cetacei di medio-grandi dimensioni (8–10 m di lunghezza quando sono adulti) dalla forma slanciata. Il melone è estremamente rigonfio. Il rostro è lungo e di colore bianco nei maschi e grigio nelle femmine. La pinna dorsale è relativamente piccola, 30–38 cm, situata dietro alla metà del dorso, è falcata ed è solitamente appuntita. Il dorso è di colore grigio scuro nella specie settentrionale e grigio chiaro in quella meridionale. Entrambe le specie hanno le regioni inferiori bianche.

## Popolazione e distribuzione

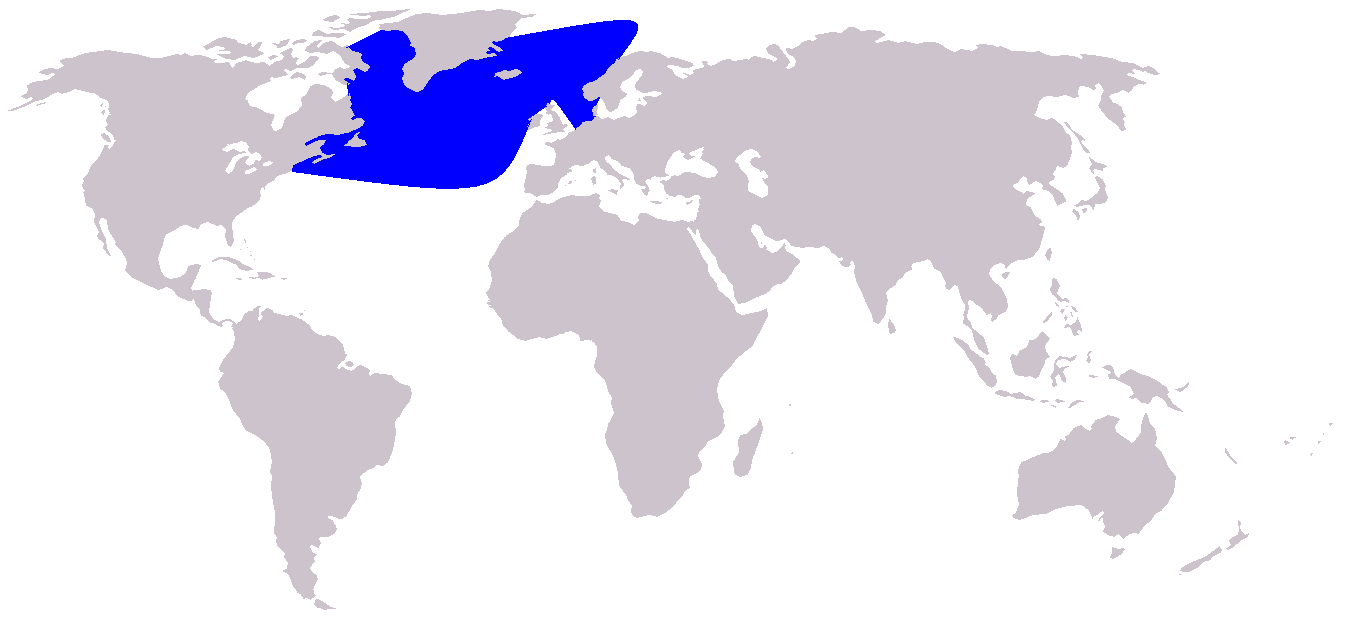
Areale di iperodonte boreale

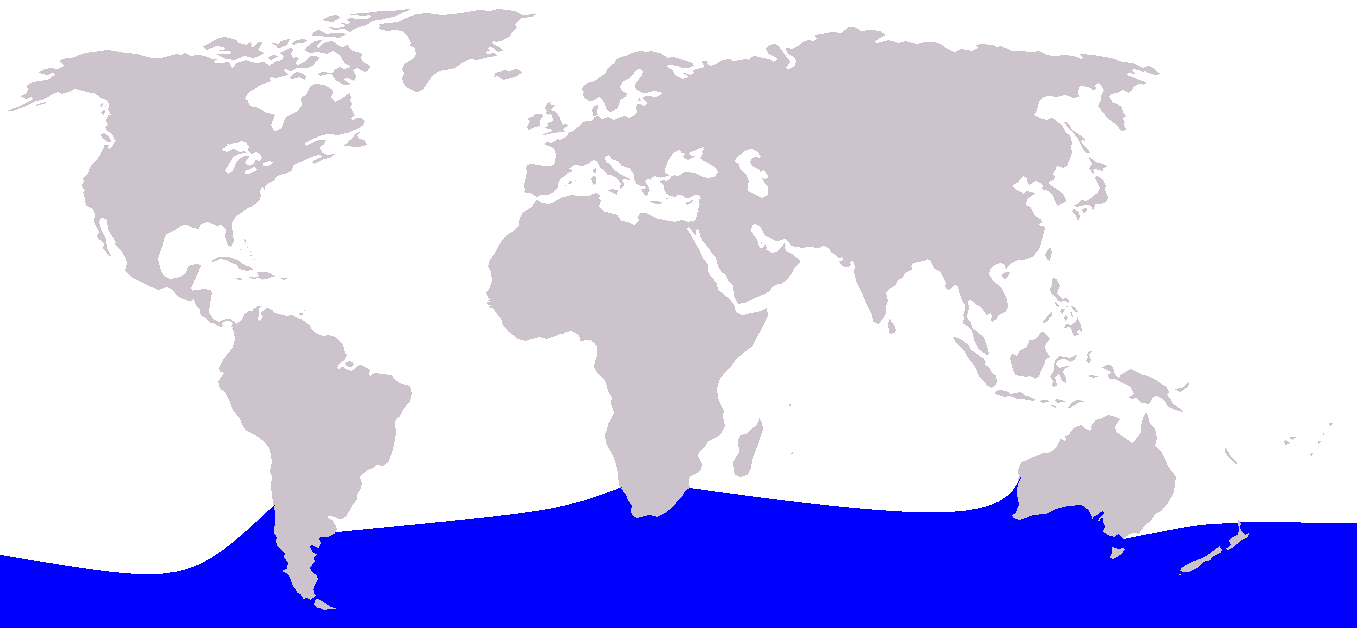
Areale di iperodonte australe

L'iperodonte boreale è endemico dell'oceano Atlantico settentrionale e vive nelle acque fredde e subartiche. Si trova nello stretto di Davis, nel mare del Labrador, nel mare di Groenlandia e nel mare di Barents. Preferisce le acque profonde. La popolazione totale è sconosciuta, ma probabilmente è dell'ordine dei 10.000. Il "Gully", un profondo canyon sottomarino ad est della Nuova Scozia, ha una popolazione residente di 130 individui.
L'iperodonte australe ha una distribuzione circumpolare nell'oceano Meridionale. Si trova a sud fino alle coste antartiche e a nord fino all'estremità del Sudafrica, all'Isola del Nord della Nuova Zelanda e alle regioni meridionali del Brasile. Si pensa che abbia una popolazione globale di più di 500.000 individui.
Gli avvistamenti di un'apparente balena dal naso a bottiglia in acque tropicali e subtropicali sono da attribuirsi probabilmente ad una specie poco conosciuta, la balena dal becco di Longman. La parentela di queste specie con le altre balene dal becco non sono state ancora stabilite.
Ci sono molte maniere per distinguere i maschi dalle femmine, oltre ad esaminare la regione inferiore. I maschi sono generalmente di colore grigio scuro o nero e le femmine e i piccoli sono di colore bianco o grigio molto chiaro.

## Conservazione
L'iperodonte australe si pensa che non sia minacciato dalle attività umane.
Prima che iniziasse la caccia all'iperodonte boreale si stima che ci fossero 40.000-50.000 individui nell'Atlantico. Tra il 1850 e il 1973 vennero uccisi 88.000 individui, principalmente da balenieri norvegesi e britannici. La popolazione si è molto probabilmente ridotta dai tempi precedenti la caccia. Da quando è cessata la caccia il rischio principale per la sua conservazione è il gran numero di piattaforme per l'estrazione di petrolio e di gas intorno al Gully.

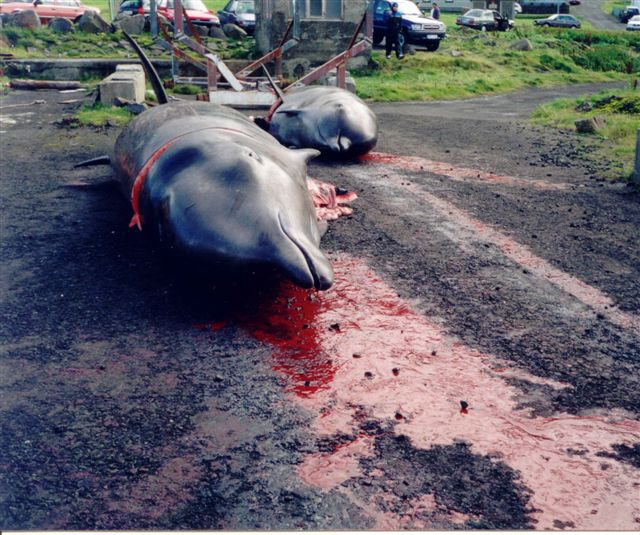
Iperodonte ucciso nei pressi di Hvalba, nelle Isole Fær Øer

Gli iperodonti boreali sono ben conosciuti nelle Isole Fær Øer, principalmente perché ogni anno, a settembre, vengono uccisi, specialmente nei villaggi di Hvalba e di Sandvík, sull'isola di Suðuroy.